# Liste der Monuments historiques in Corcelles-lès-Cîteaux
Die Liste der Monuments historiques in Corcelles-lès-Cîteaux führt die Monuments historiques in der französischen Gemeinde Corcelles-lès-Cîteaux auf.

## Liste der Objekte
| Bezeichnung                       | Beschreibung                                                          | Standort                                   | Kennzeichnung | Schutzstatus | Datum | Bild |
| --------------------------------- | --------------------------------------------------------------------- | ------------------------------------------ | ------------- | ------------ | ----- | ---- |
| Gemälde mit Heiligendarstellungen | Ölfarbe auf Holz, 17. Jahrhundert                                     | in der Kirche Nativité-de-la-Vierge (Lage) | PM21000657    | Classé       | 1978  |      |
| Zwei Glocken                      | Bronze, 1620 gegossen                                                 | in der Kirche Nativité-de-la-Vierge (Lage) | PM21002603    | Classé       | 1943  |      |
| Skulptur Heiliger Sebastian (1)   | Aufsatz eines Prozessionsstabs; Holz, farbig gefasst, 18. Jahrhundert | in der Kirche Nativité-de-la-Vierge (Lage) | PM21003677    | Inscrit      | 1976  |      |
| Skulptur Heiliger Sebastian (2)   | Holz, farbig gefasst, 17. Jahrhundert                                 | in der Kirche Nativité-de-la-Vierge (Lage) | PM21003678    | Inscrit      | 1976  |      |
| Skulptur Heiliger Sebastian (3)   | Holz, farbig gefasst, 18. Jahrhundert                                 | in der Kirche Nativité-de-la-Vierge (Lage) | PM21003595    | Inscrit      | 1977  |      |